# Esteban Burgos
Esteban Rodrigo Burgos (Salta, Argentina, 9 de enero de 1992) es un futbolista argentino que juega de defensa y su equipo actual es Club Atlético San Martín (San Juan) de la Primera División de Argentina

## Trayectoria
El central se formó en Gimnasia y Tiro y más tarde, militaría en los equipos argentinos de Talleres de Córdoba, Godoy Cruz y Rosario Central, con el que disputó Copa Libertadores y con el que se proclamó subcampeón de Copa Argentina.
En julio de 2017 la A. D. Alcorcón hizo oficial su fichaje para las dos próximas temporadas. Pasado ese tiempo, en julio de 2019, se marchó libre al acabar contrato a la S. D. Eibar. En julio de 2022, después de haber abandonado el conjunto armero, fichó por el Málaga C. F.
El 27 de julio de 2023, después de seis años en España que terminaron con su salida de Málaga tras el descenso a Primera Federación, se anunció su incorporación al América F. C.

## Clubes
| Club                       | País        | Año       | Partidos | Goles |
| -------------------------- | ----------- | --------- | -------- | ----- |
| Gimnasia y Tiro            | Argentina   | 2011-2013 | 19       | 1     |
| C. A. Talleres             | Argentina   | 2013-2014 | 25       | 0     |
| Godoy Cruz                 | Argentina   | 2014-2015 | 23       | 0     |
| C. A. Rosario Central      | Argentina   | 2016-2017 | 21       | 2     |
| A. D. Alcorcón             | España      | 2017-2019 | 63       | 7     |
| S. D. Eibar                | España      | 2019-2022 | 54       | 4     |
| Málaga C. F.               | España      | 2022-2023 | 32       | 1     |
| América F. C.              | Brasil      | 2023      | 6        | 0     |
| Defensa y Justicia         | Argentina   | 2024      |          |       |
| Independiente de Rivadavia | 🇦🇷Argentina | 2024      |          |       |